# BMW R 1200 RT
Die BMW R 1200 RT (K26) ist ein Motorrad des Fahrzeugherstellers BMW. Der Tourer wurde am 2. Dezember 2004 auf der Bologna Motorshow präsentiert und wird seit dem Frühjahr 2005 als Nachfolger der R 1150 RT vertrieben. Wie alle Modelle der R-Reihe wird das Motorrad von einem Boxermotor angetrieben und im BMW-Werk Berlin in Spandau hergestellt. Als Behördenfahrzeug wird das Motorrad auch mit einem kleineren Motor als R 900 RT angeboten.

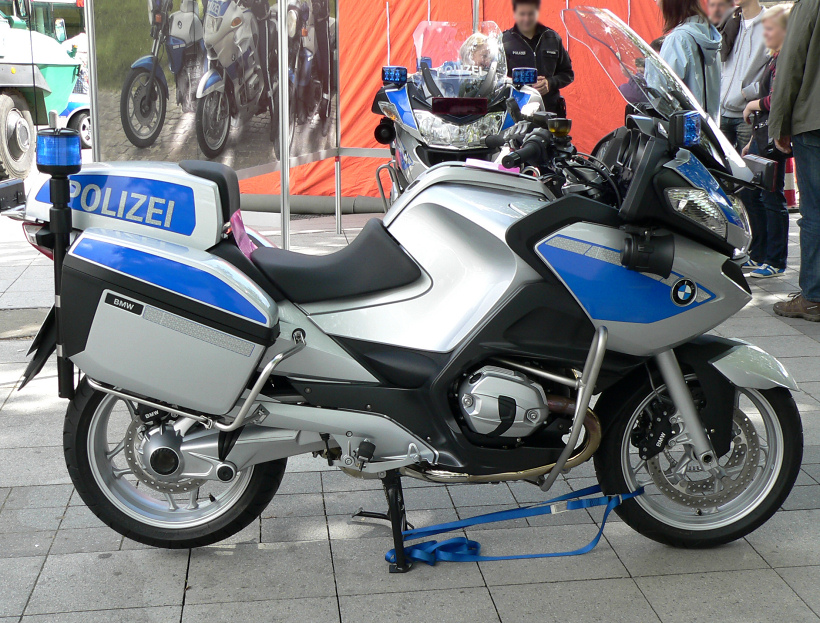
Polizeimotorrad BMW R 900 RT, Niedersachsen

Für das Modelljahr 2010 wurde der schon in der HP2 Sport eingesetzte Zylinderkopf mit zwei oben liegenden Nockenwellen und vier radial angeordneten Ventilen verbaut. Des Weiteren wurden im Wesentlichen Verkleidung (nun mit elektrisch verstellbarem Windschild), Cockpit, Schaltereinheiten und Schalldämpfer (nun mit Auspuffklappe) verändert. Ab dem Modelljahr 2012 wurde die Konstruktion der Vorderradgabel geändert.

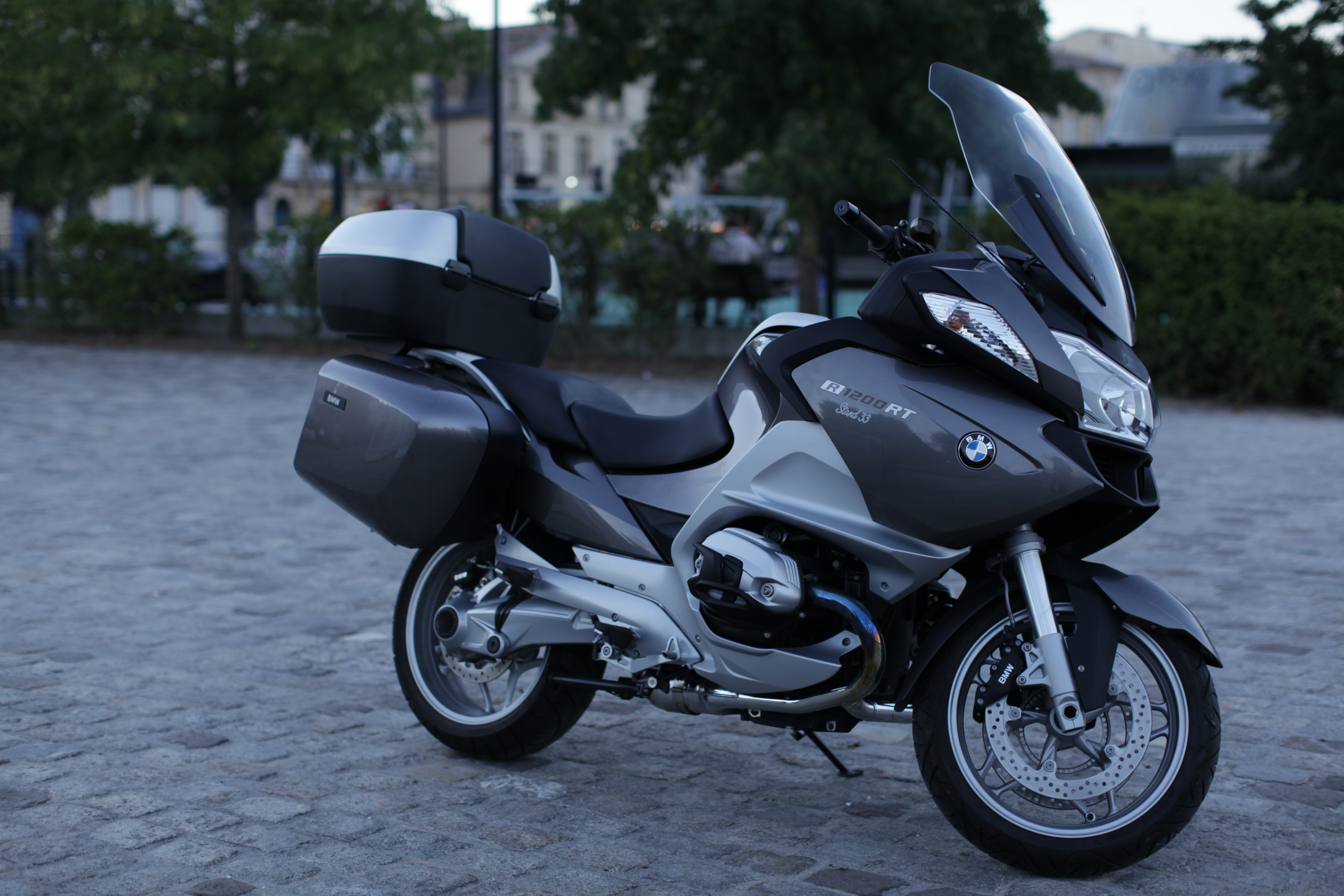
Zweite Serie 2010–2013 (hier 2012)

Seit 2014 wird mit der Baureihe K52 von BMW unter der gleichen Verkaufsbezeichnung eine neukonstruierte Nachfolgerin angeboten.

## Technik
Der Zweizylindermotor erzeugt eine Nennleistung von 81 kW (110 PS). Das Motorrad beschleunigt in 3,9 Sekunden von 0 auf 100 km/h und erreicht eine Höchstgeschwindigkeit von 223 km/h. Der luft- und ölgekühlte Viertakt-Boxermotor hat einen Hubraum von 1170 cm3, bei einer Bohrung von 101 mm, einem Hub von 73 mm und einer Verdichtung von 12,0:1.
Das Fahrwerk besteht aus Vorder- und Heckrahmen mit mittragender Motor-Getriebe-Einheit. Die Fahrwerkseinstellung kann elektronisch über die Federvorspannung und Dämpfung in neun Stufen verändert werden. Das ab 2010 serienmäßige teilintegrale Antiblockiersystem steuert das Bremsverhalten in kritischen Situation.
Die zwei Seitenkoffer haben ein Stauvolumen von je 32 Litern. Fahrfertig und vollgetankt wiegt die R 1200 RT 259 kg. Die maximale Zuladung beträgt 236 kg. Der Kraftstofftank fasst 25 Liter, von dem ca. 4 Liter Reserve sind und ermöglicht bei einem Verbrauch von etwa 5 Litern pro 100 km eine maximale Reichweite von über 500 Kilometern. Je nach Fahrweise verbraucht die R 1200 RT zwischen 4,5 und 7,5 Litern auf 100 km. Der Hersteller empfiehlt Superplus/Super mit 98/95 Oktan zu tanken. Die Radaufhängung wurde vorne durch eine Telelever und hinten über eine zweigelenkige Paralever-Einarmschwinge realisiert. Die Bereifung hat vorn die Maße 120/70 ZR 17 und hinten 180/55 ZR 17.
Der Tourer ist technisch weitgehend identisch mit dem Sporttourer R 1200 ST, jedoch serienmäßig mit einer Vollverkleidung und Koffern ausgestattet.
Motorräder mit vergleichbarer Charakteristik sind Ducati ST3, Honda ST1300 Pan European, Moto Guzzi Norge GT 8V, Triumph Sprint ST und Yamaha FJR1300.

## Kritik
„Die neue RT ist in vielen Dingen eindeutig besser geworden als die alte. Der 1200er Boxer zeigt in jeder Lebenslage, dass er Kraft im Überfluss bereitstellen kann. Das Fahrwerk vermittelt eine agile Handlichkeit, wie man es eher von kleineren Maschinen her kennt. Der Komfort und die optionalen Ausstattungsmöglichkeiten lassen kaum Wünsche offen. Mit reichhaltiger Ausstattung, ausreichendem Sitzplatz und genügend Zulademöglichkeiten behauptet die neue RT eindrucksvoll ihren Platz in der Reihe der Luxustourer.“